# ストリート・レディ
『ストリート・レディ』（Street Lady）は、アメリカ合衆国のジャズ・トランペット奏者、ドナルド・バードが1973年に録音・発表したスタジオ・アルバム。サイドマンのうちマイゼル兄弟、ロジャー・グレン、フレディー・ペレン、デイヴィッド・T・ウォーカー、チャック・レイニー、ハーヴィー・メイソンは、前作『ブラック・バード』に引き続いての参加となった。

## 反響・評価
アメリカの総合アルバム・チャートBillboard 200では、自身最高の33位に達し、『ビルボード』のジャズ・アルバム・チャートでは2位、R&Bアルバム・チャートでは6位を記録した。Stephen Thomas Erlewineはオールミュージックにおいて5点満点中3点を付け「カーティス・メイフィールド、アイザック・ヘイズ、スライ・ストーンからの影響が露骨」「ジャズの純粋主義者向きの作品ではないが、俗っぽい音楽を好む層や、ファンクの熱狂的ファンには最適である」と評している。

## 収録曲
特記なき楽曲はラリー・マイゼル作。
1. ランサナズ・プリーステス - "Lansana's Priestess" - 7:40
2. ミス・ケーン - "Miss Kane" - 6:20
3. シスター・ラヴ - "Sister Love" - 6:12
4. ストリート・レディ - "Street Lady" - 5:40
5. ウィッチ・ハント - "Witch Hunt" - 9:42
6. ウーマン・オブ・ザ・ワールド - "Woman of the World" (Larry Mizell, Edward Gordon) - 6:51

## 参加ミュージシャン
- ドナルド・バード - トランペット、フリューゲルホルン、ボーカル
- フォンス・マイゼル - トランペット、クラビネット、ボーカル
- ラリー・マイゼル - ボーカル、アレンジ
- ロジャー・グレン - フルート
- ジェリー・ピーターズ - ピアノ、エレクトリックピアノ
- フレディー・ペレン - シンセサイザー、ボーカル
- デイヴィッド・T・ウォーカー - ギター
- チャック・レイニー - エレクトリックベース
- ハーヴィー・メイソン - ドラムス
- ステファニー・スプルイル - パーカッション
- キング・エリソン - コンガ